# Thar Es-Souk
Thar Es-Souk (àrab: طهر السوق, Z̨har as-Sūq) és un municipi de la província de Taounate de la regió de Fes-Meknès. Segons el cens de 2014 tenia una població total de 5.182 persones.